# Aylva State (Ternaard)
De Aylava State te Ternaard in de Nederlandse provincie Friesland is een voormalige stins van de adellijke familie Van Aylva.
De State werd rond 1658 gebouwd, omdat Douwe van Aylva en na zijn dood diens weduwe Luts, "de Vrouwe van Herwey", op Herwey bleven wonen. Als tegenwicht tegen de bruidsschat voor zijn dochter Lucia, liet Douwe rond 1658 voor zijn zoon Ernst Sicco een tweede adellijk huis te Ternaard bouwen.
Op de plaats waar de stins stond, stond later jaren lang het bejaardencentrum De Spiker.